# Afonso de Portugal, Senhor de Portalegre

Brasão do Infante Afonso, senhor de Portalegre

D. Afonso de Portugal (8 de fevereiro de 1263 - Lisboa, 2 de novembro de 1312) foi um infante português, intitulado Senhor de Portalegre, Castelo de Vide, Arronches, Marvão e Lourinhã.

## Biografia

### Primeiros anos
Quarto filho de Afonso III de Portugal e da sua segunda esposa, D. Beatriz de Castela, surge na documentação logo em março de 1263.
Com cerca de nove anos, a 11 de outubro de 1271, o seu pai doa-lhe as vilas e castelos de Marvão, Portalegre e Arronches, com todos os direitos, com a condição de passarem ao filho legítimo mais velho. Em caso de extinção da sua linhagem, os bens deveriam reverter para o rei de Portugal. Parece que Afonso III pretendia dar a este seu filho alguma independência, concedendo-lha através de um feudo. Talvez devido à sua juventude, o aristocrata Rui Garcia de Paiva foi incumbido de os governar para o pequeno infante, na qualidade de tenente.
O rei presenteou ainda este infante com 20 000 libras, que coloca à guarda da esposa. Beatriz, à morte do marido, devia dá-los ao infante. Caso o infante falecesse antes do pai, ou o irmão, Dinis, falecesse antes dele, o dinheiro reverteria para a coroa.
A década de 70 do século viu largas concessões e expansão de domínio senhorial deste infanteː a 25 de maio de 1273, Afonso III autoriza o filho, por pedido expresso do próprio, a tomar Castelo de Vide; a 28 de janeiro de 1278 é o rei que toma a iniciativa de conceder-lhe Lourinhã e a 5 de julho desse ano Vila Pouca.

### O reinado de Dinis I
A morte do pai não significou propriamente o fim das suas benessesː Dinis I concede-lhe que mantenha as suas tenências (que para além do senhorio, estendera para Lamego, Viseu e Seia), mesmo após tê-las extinguido oficialmente em 1287. Porém muitos conflitos estavam por vir.
O principal motivo da sua oposição ao irmão basear-se-ia num argumento com pouco crédito: Afonso reclamava o seu direito ao trono pois considerava Dinis um bastardo, uma vez que este nascera antes da legalização do casamento dos pais, estando Afonso III de Portugal ainda oficialmente e legalmente casado com Matilde II, Condessa de Bolonha. De facto, o segundo casamento de Afonso III foi legitimado somente em 1263, já Dinis contava dois anos, e Afonso ainda nasceria mais tarde nesse ano. A pretensão não foi considerada válida precisamente porque o casamento dos pais acabou por ser legitimado, mas acabou por estalar um conflito entre ambos, em 1281.
Afonso estava em Vide, e amuralhou esta vila, sinal que não pareceu correto a Dinis, pelo que se deslocou com um exército para lá, e Afonso acabou por fugir para Castela.
Em 1287, em Castela, contrai matrimónio com Violante Manuel, filha do Infante D. Manuel de Castela, segundo filho de Fernando III de Castela, e de Constança de Aragão.  Violante era por isso meia-irmã de D. João Manuel de Castela, célebre escritor e magnate castelhano, e ainda sobrinha do não menos célebre Afonso X de Castela. Porém o infante Afonso era neto materno deste mesmo rei, fazendo este casamento inválido aos olhos da Igreja, uma vez que os nubentes eram parentes próximos. O casamento nunca foi oficialmente legitimado, e por isso o património de Afonso corria sérios riscos de reverter para a Coroa, segundo o que o pai acordara em vida e revalidara em testamento.
Afonso tentou legitimar o seu casamento, por forma a que os seus filhos pudessem herdar as suas posses, pedindo inclusive à cunhada, Isabel de Aragão.
Afonso e Dinis debateram-se em vários conflitos (1281, 1287 e 1299), e a rainha, tentando harmonizar as relações entre os dois irmãos,
apoiava os propósitos do infante. Porém, neste caso, aquela teve de negar o seu apoio, pois significava prejudicar, a longo prazo, os seus filhos; Isabel acabaria por se opor firmemente a este pedido, num protesto em Coimbra a 6 de fevereiro de 1297. Dinis concordaria com a esposa numa primeira fase, mas acabaria por ceder, uma vez que, dois dias depois, estava a legitimar os seus sobrinhos, tornando-os aptos à sucessão do pai.
Os vários conflitos com Dinis teriam também uma componente territorial, pois o antagonismo de Afonso face à coroa implicava a perda de um importante senhorio fronteiriço que constituía os domínios do infante, e que Dinis tenta recuperar por várias trocasː Afonso recebe, em 1288, Armamar, mas prescinde de Arronches; em 1300 entrega Marvão e Portalegre em troca de Ourém e Sintra. Desta forma, o seu irmão tentava relocalizar os seus domínios para evitar pôr em perigo uma parte tão importante do território como era a fronteiriça. Recorde-se que o Tratado de Alcanizes fora assinado em 1297 e Dinis não pensava perder nada do que havia disposto neste mesmo tratado. Afonso parece ter percebido essa perda de importância, pois exila-se em Castela, estando documentado na corte de Sancho IV de Castela entre 1302 e 1306.

### A morte de Violante e respetivas implicações
Violante faleceu em 1306 em Castelo de Vide, tendo-se suspeitado na altura de que fora assassinada pelo seu esposo. Deveria ter vindo para Portugal sozinha, uma vez que o seu esposo só regressaria no ano seguinte.
Em novembro de 1306 o rumor espalhara-se na corte castelhana, ao ponto de o próprio cunhado desconfiar dele. Jaime II de Aragão soube-o pelo seu agente nessa corte, Guillén Palacín, e desta feita pediu por carta a Dinis I que castigasse o seu irmão. Ao mesmo tempo, João Manuel de Castela chegou mesmo a dirigir-se à corte de Fernando IV de Castela para acusar o infante e cunhado, que como já dito, lá residia desde 1302, de costas voltadas para o irmão. A 4 de dezembro de 1306, Dinis envia ao cunhado, Jaime de Aragão, o testemunho de Afonsoː
Encontrando-se [Violante Manuel] gravemente doente em Medellín, confessara-se e ordenara o seu testamento, mas a doença persistia e desta feita, pensando numa mudança de ares, levou-a para a fronteira portuguesa, onde voltou a dispor dos seus bens ao ver que a doença se agravava ainda mais; passados uns dias morreu.
O infante João de Castela, o de Tarifa, tio da falecida, ordenou ao infante, a 6 de dezembro (desconhecendo o testemunho) que respondesse perante a acusação de assassinato. Afonso voltou a testemunhar a sua inocência, desta vez perante Fernando IV, esposo da sua sobrinha, dizendo praticamente o mesmoː Violante falecera de morte natural em Castelo de Vide, para onde ele a levara para recuperar-se, embora não o tivesse logrado.
O assunto acabou esquecido, e Afonso regressou a Portugal no ano seguinte, fixando-se em Castelo de Vide. Com a herança assegurada para os filhos, faleceu a 2 de novembro de 1312, em Lisboa, sendo sepultado na Igreja de São Domingos, nessa cidade, assim como a sua esposa. As sepulturas ter-se-ão destruído no decurso do Terramoto de 1755.

## Casamento e descendência
Afonso casou com Violante Manuel, filha do Infante D. Manuel de Castela, segundo varão do rei Fernando III de Castela. D. Violante era meia-irmã de D. João Manuel de Castela, célebre escritor e magnate medieval. Teve dela cinco filhos:
1. Afonso de Portugal (1288-1300), Senhor de Leiria;
2. Maria de Portugal (c.1290-?), Senhora de Menezes e Orduña por casamento. Casou a primeira vez (c.1310) com D. Tello Alfonso, senhor de Meneses e Montealegre (m.1315); casou a segunda vez (1315) com D. Fernando de Haro, senhor de Orduña, filho de Diego López de Haro, senhor da Biscaia, e da infanta Violante de Castela.
3. Isabel de Portugal (c.1292-1324/1325), Senhora de Penela. Casou com João, o Torto, filho do infante João de Castela (filho de Fernando III).[12]
4. Constança de Portugal (1294-?). Casou em 1295 com D. Nuño González de Lara, alferes real de Castela.
5. Beatriz de Portugal (c.1298 ou 1300-?), senhora de Lemos por casamento com Pedro Fernandes de Castro.